# Anna Van Rossum
Anna Van Rossum was een Belgische atlete en basketbalspeelster. Als atlete was ze gespecialiseerd in de sprint, het verspringen, het hoogspringen en het kogelstoten. Ze nam tweemaal deel aan de Europese kampioenschappen en behaalde tien Belgische titels. Als basketbalspeelster werd ze vijfmaal Belgisch landskampioene.

## Biografie
Var Rossum nam in 1928 bij de scholieren voor het eerst deel aan atletiekwedstrijden en werd direct bestempeld als een beloftevolle sprintster. In 1933 liep ze op de 100 m met een tijd van 12,9 s een Belgisch record. In 1933 werd ze als juniore voor het eerst Belgisch seniorenkampioen op het kogelstoten. De volgende vijf jaren haalde ze nog drie titels in het kogelstoten en de 100 m, twee op het 200 m en één in het hoogspringen.
In 1938 nam Van Rossum deel aan de Europese kampioenschappen in Wenen. Ze werd zowel op de 100 m als op de 200 m uitgeschakeld in de eerste ronde. Ook in het verspringen kwam ze niet verder dan een dertiende plaats. In 1950 nam ze als 34-jarige voor de tweede keer deel aan de Europese kampioenschappen. Ze werd op de 100 m kansloos uitgeschakeld in de reeksen.

### Basketbal
Van Rossum behaalde in 1935 met haar club de eerste Belgische titel in het basketbal. In 1948 stapte ze over naar Atalante. Met die club behaalde ze de volgende vijf seizoenen vier landstitels. Ze speelde ook voor de nationale ploeg.

### Clubs
Van Rossum was aangesloten bij Cercle Athlétique Féminin de Schaerbeek uit Schaarbeek. Later stapte ze over naar T.C. Laeken en Atalante.

## Belgische kampioenschappen
| Onderdeel    | Jaar                   |
| ------------ | ---------------------- |
| 100 m        | 1935, 1937, 1938       |
| 200 m        | 1937, 1938             |
| hoogspringen | 1938                   |
| kogelstoten  | 1933, 1935, 1936, 1938 |

## Persoonlijke records
| Onderdeel | Prestatie      | Datum        | Plaats   |
| --------- | -------------- | ------------ | -------- |
| 100 m     | 12,9 s (ex-NR) | 23 juli 1933 | Deventer |

## Palmares

### atletiek

#### 100 m
- 1933: 3e Nederland - België in Deventer – 12,9  s (NR)
- 1935:  BK AC – 13,0 s
- 1936:  BK AC
- 1937:  BK AC – 13,2 s
- 1938:  BK AC – 13,0 s
- 1938: 3e in reeks EK in Wenen – 13,4 s
- 1939:  BK AC – 14,0 s
- 1940:  BK AC
- 1950: 6e in reeks EK in Brussel  – 13,7 s

#### 200 m
- 1935:  BK AC
- 1937:  BK AC – 27,8 s
- 1938:  BK AC – 28,0 s
- 1938: 5e in reeks EK in Wenen – 28,1 s

#### hoogspringen
- 1938:  BK AC – 1,40 m
- 1939:  BK AC – 1,35 m

#### verspringen
- 1936:  BK AC – 4,52 m
- 1938: 13e EK in Wenen – 4,75 m
- 1939:  BK AC – 4,77 m
- 1951:  BK AC – 4,64 m

#### kogelstoten
- 1933:  BK AC – 8,43 m
- 1934:  BK AC – 8,20 m
- 1935:  BK AC – 7,98 m
- 1936:  BK AC – 8,65 m
- 1937:  BK AC – 7,04 m
- 1938:  BK AC – 8,68 m
- 1939:  BK AC – 8,38 m
- 1940:  BK AC – 8,73 m
- 1948:  BK AC – 8,72 m
- 1949:  BK AC – 9,37 m

#### discuswerpen
- 1940:  BK AC – 24,78 m
- 1942:  BK AC – 24,55 m
- 1948:  BK AC – 27,42 m

#### speerwerpen
- 1948:  BK AC – 22,33 m

### basketbal
- 1935: landskampioen met Cercle Athlétique Féminin de Schaerbeek
- 1949: landskampioen met Atalante
- 1951: landskampioen met Atalante
- 1952: landskampioen met Atalante
- 1953: landskampioen met Atalante